# 申友城
申 友城（シン・ウソン、1997年1月18日 - ）は、トップリーグNTTコミュニケーションズシャイニングアークスに所属するラグビー選手。

## プロフィール
- 大韓民国出身。
- ポジションはプロップ(PR)。
- 身長 182 cm、体重 110 kg

## 略歴
16歳からラグビーを始めた。
延世大学、尚武を経て、2020年、NTTコミュニケーションズシャイニングアークスに加入。